# Julien Flegenheimer

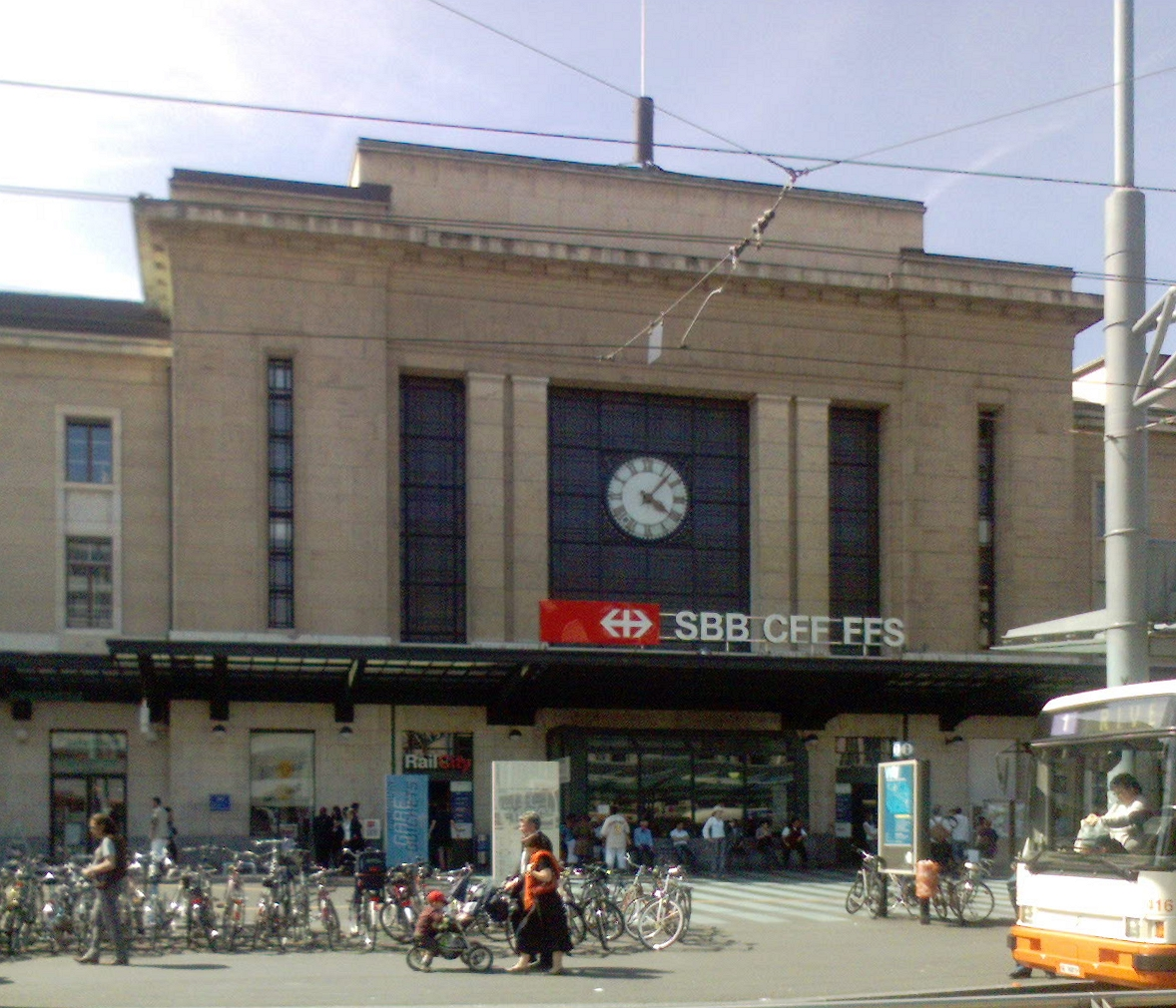
Der Genfer Hauptbahnhof Cornavin (1927–1933)

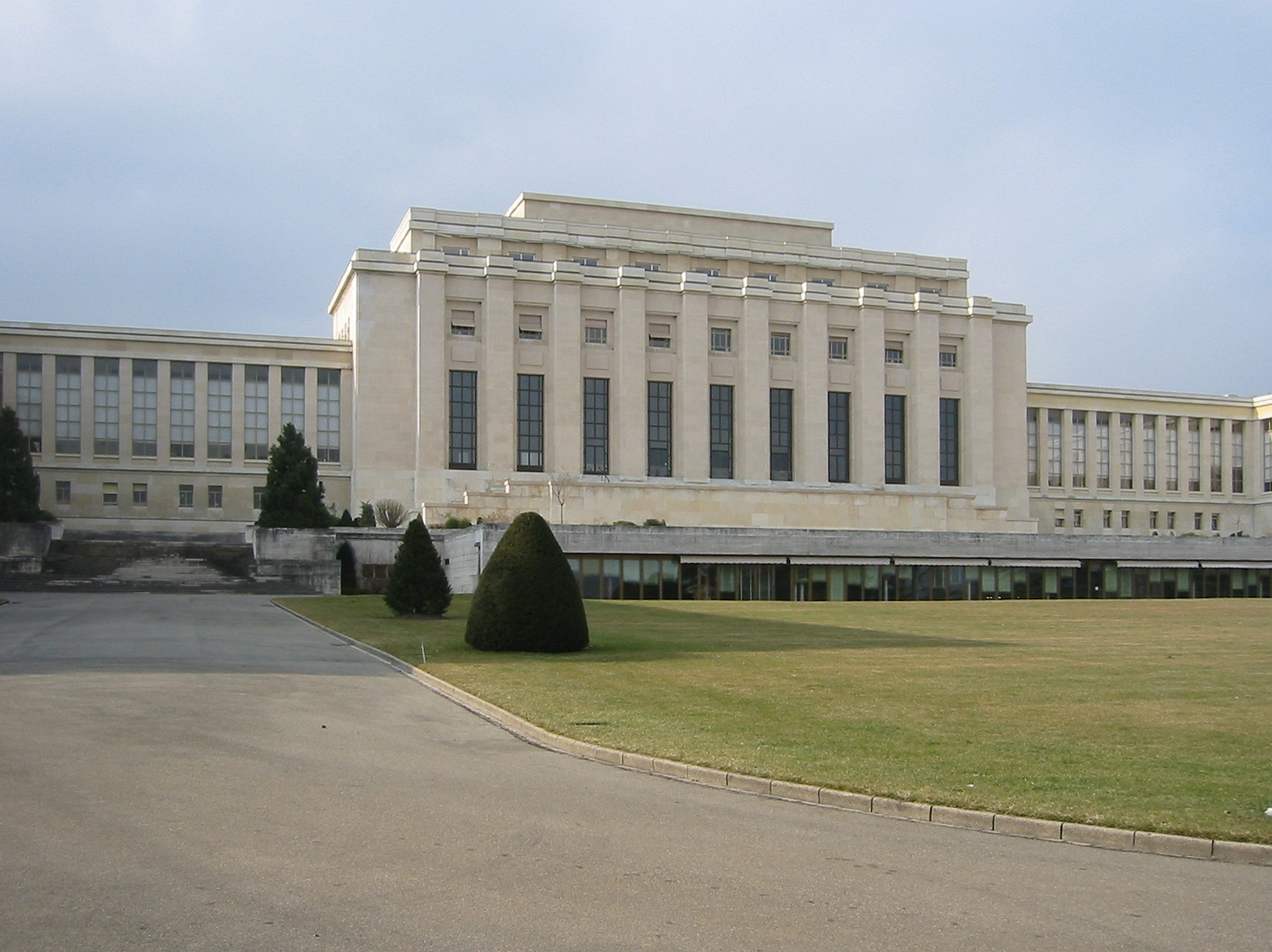
Das Palais des Nations in Genf (1929–1938), Blick vom Park

Julien Flegenheimer (* 25. April 1880 in Genf als Jules-Jacques Flegenheimer; † 1. Oktober 1938 ebenda) war ein Schweizer Architekt. Seine bekanntesten Werke sind der Palais des Nations (heute Sitz des Büros der Vereinten Nationen in Genf), an dem er als einer von fünf Architekten beteiligt war, und der Hauptbahnhof von Genf (Cornavin). Das Bauprojekt des Palais des Nations wurde zum Gegenstand einer heftigen Kontroverse zwischen den Vertretern einer modernistischen Architekturauffassung und traditionalistischen Strömungen.
1924 wurde Flegenheimer zum Ritter der französischen Ehrenlegion geschlagen.

## Biographie

### Jugend, Studium und die Jahre in Paris
Julien Flegenheimer war jüdischer Herkunft und wuchs als Sohn des Kaufmanns Gerson Flegenheimer und der geborenen Hélène Nordmann auf. Er war ein Cousin des namhaften Schriftstellers Edmond Fleg, der ebenfalls als Flegenheimer geboren wurde, aber später seinen Nachnamen abkürzte.
Julien Flegenheimer studierte zunächst Geisteswissenschaften und Jura in Genf, bevor er an die Eidgenössische Technische Hochschule (ETH) Zürich ging. Von 1897 bis 1903 verfolgte der Schweizer seine Studien schliesslich an der Pariser École des Beaux-Arts, der Hochschule für Bildende Künste, wo er im Atelier von Odilon Redon arbeitete.
Anschliessend arbeitete Flegenheimer im Architekturbüro von Henri-Paul Nénot, dessen Teilhaber er wurde. Nénot und Flegenheimer entwarfen vor allem in Paris Wohnhäuser und Geschäftsgebäude, Kirchen und Kaufhäuser. Ausserhalb der französischen Hauptstadt baute Flegenheimer etwa die Tietz-Galerien im damals deutschen Strassburg und mehrere Villen an der Côte d’Azur; 1906 reichte er im Wettbewerb für den Bau eines neuen Rathauses im belgischen Laken einen Entwurf ein (siehe Weblinks für ein Bild des Entwurfs), errang aber letztlich nur den vierten Platz; 1910 begann Flegenheimer mit einem Hotelprojekt in Grimaud (Département Var) im Ortsteil Beauvallon, womit sich Flegenheimer am Bau der Station balnéaire de Beauvallon à Grimaud beteiligte, die heute als Patrimoine de France (Erbe Frankreichs) gelistet ist. In Caprarola in der Nähe von Rom restaurierte er den Renaissance-Bau des Palazzo Farnese (nicht mit dem römischen Palazzo Farnese zu verwechseln). In Paris arbeitete er auch mit den Architekten Henri Bard und F. Garella zusammen.

### Rückkehr nach Genf und Durchbruch
1919 oder 1920 kehrte Flegenheimer nach Genf zurück und eröffnete dort ein Architekturbüro. Er war anfangs vor allem hier, in Zürich und in Arosa (Kanton Graubünden) tätig, errichtete unter anderem 1924 das Denkmal für die französischen Toten (monument aux morts français) in Genf und stattete 1926 das Kino-Theater Alhambra aus. 1926 wurde Flegenheimer Mitglied des Schweizerischen Ingenieur- und Architekten-Vereins (SIA).

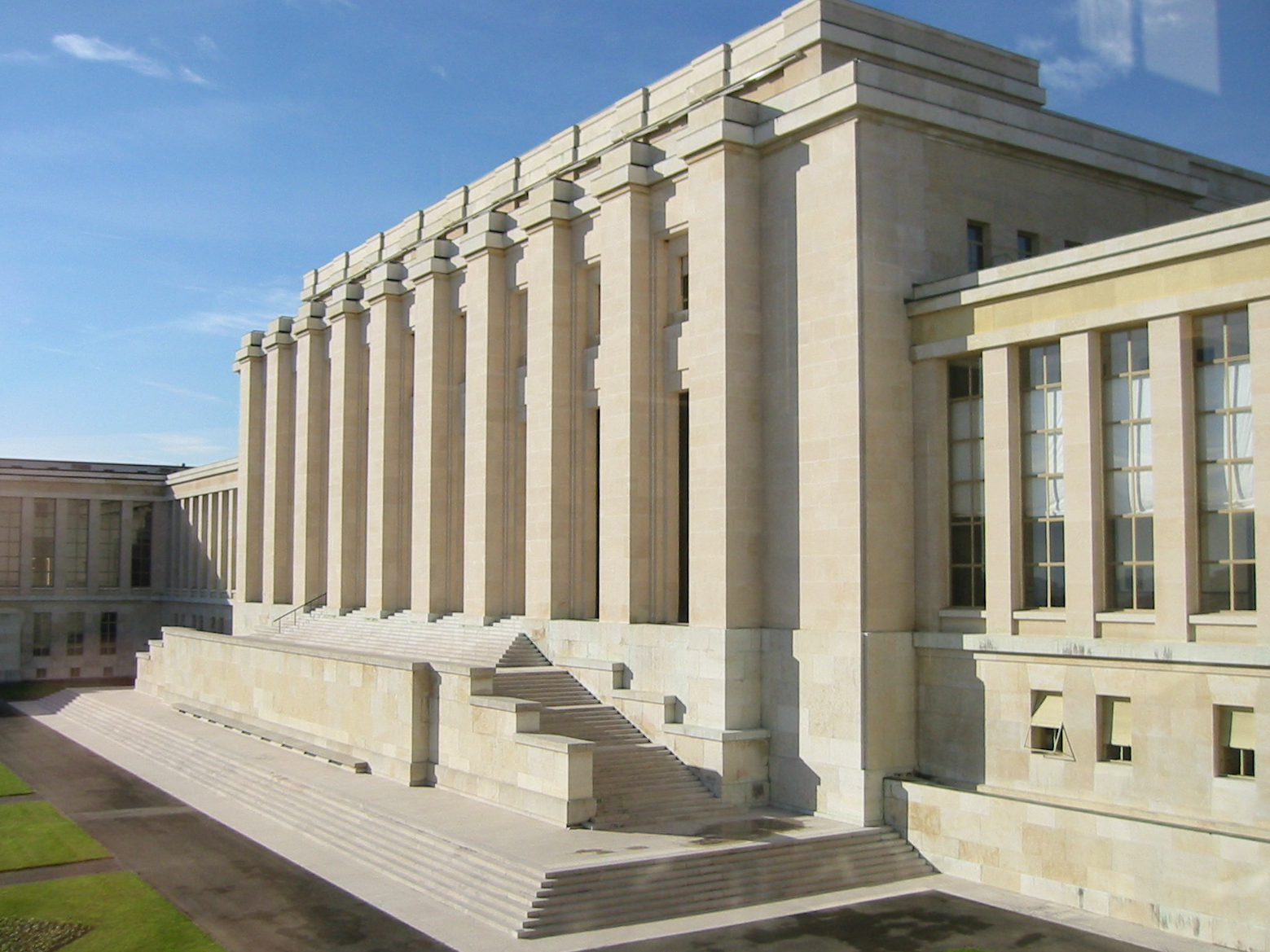
Blick aus einem Seitenflügel des Palais des Nations

Einen Namen machte sich Flegenheimer vor allem durch den Neubau des 1909 niedergebrannten Genfer Bahnhofs Cornavin: Nach zwei Wettbewerben, in denen die Grundlinien des zu bauenden Bahnhofs festgelegt werden, erhielt Flegenheimer 1925 den Auftrag; zusammen mit Th. Nager, dem damaligen Chefarchitekten der Schweizerischen Bundesbahnen (SBB), verwirklichte er den Bau 1927–1932. Seinen Ruf festigte Flegenheimer, als er 1929 einen Entwurf für den Bau des Völkerbund-Palastes einreichte und – wie auch Nénot – als einer von fünf internationalen Architekten ausgewählt wurde, um den Bau gemeinsam zu errichten. 1929 bis 1938 entstand unter ihnen in Genf der Palais des Nations, in dem heute das Büro der Vereinten Nationen in Genf untergebracht ist. Sowohl der Bahnhof als auch das Palais des Nations sind monumentale, spätneoklassizistische Bauten, die zu den wichtigsten Bauwerken der Westschweiz der 1920er Jahre gerechnet werden. Zugleich stiess das Palais des Nations aber auch den ersten grösseren Konflikt zwischen traditionellen und modernen Architekten in der Schweiz an, da letztere den konservativen Entwurf kritisierten.

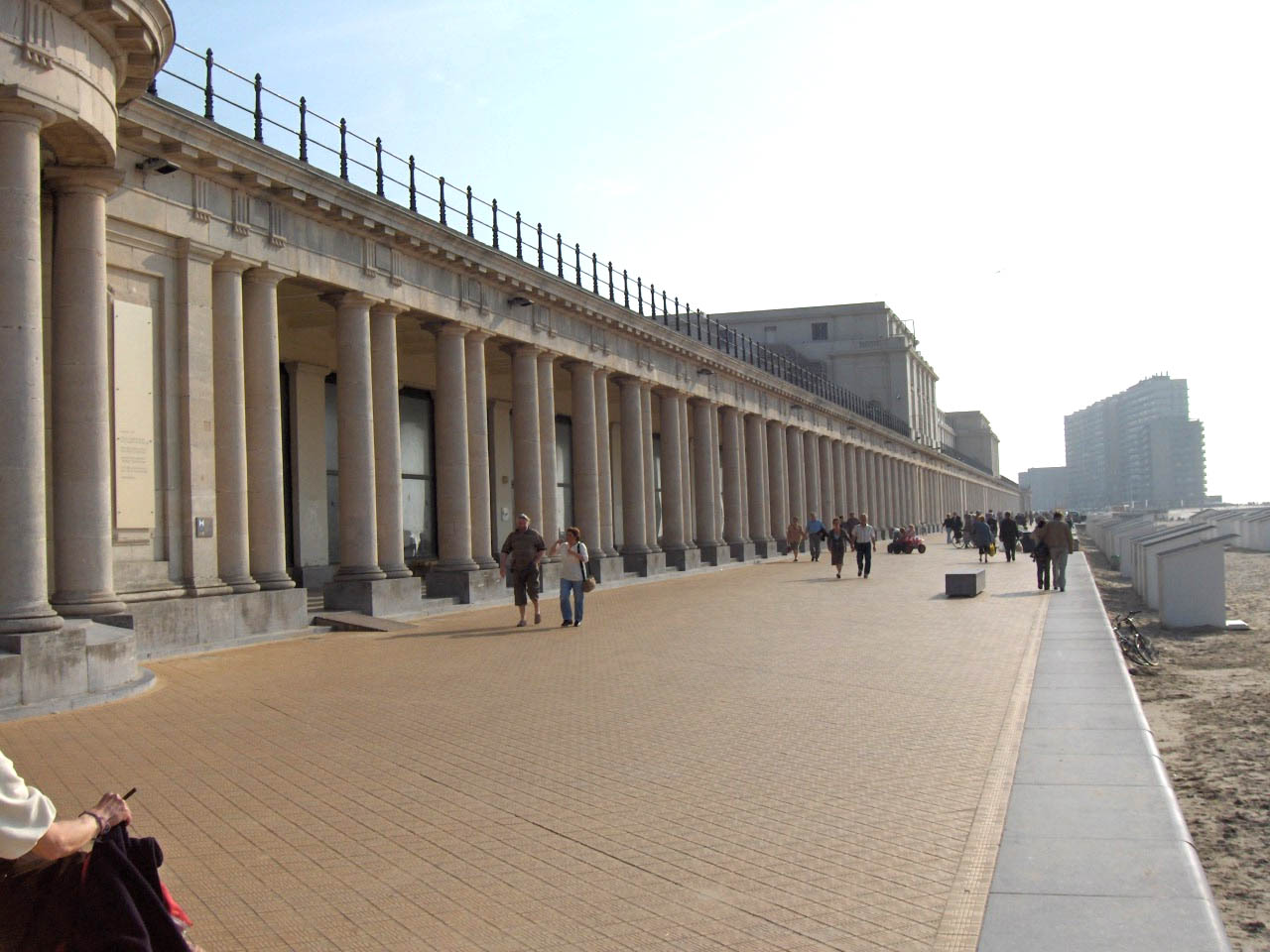
Thermalbäder in Ostende

Zu den Projekten, die Flegenheimer während der Bauzeit des Genfer Bahnhofs und des Palais des Nations durchführte, gehörte ab 1929 die Beteiligung am Umbau der Thermalbäder des belgischen Ostende (eröffnet 1933), gemeinsam mit Bard, Garella und dem Ostender Architekten André Daniels (1883–1976). 1930 bis 1931 entwarf Flegenheimer für die Erweiterung des auf der schweizerisch-französischen Grenze gelegenen, jüdischen Friedhofs in Veyrier (chemin de l’Arvaz 16, auf dem Gebiet des Kantons Genf) eine Friedhofshalle und einen Gebetssaal. 1933 wurde Flegenheimer mit einem Erweiterungsplan für Antwerpen stadtplanerisch tätig.
Julien Flegenheimer blieb zeit seines Lebens unverheiratet. Kurz nach der Fertigstellung des Palais des Nations starb Flegenheimer am 1. Oktober 1938.

## Belege
Der Artikel in seiner Erstfassung vom 22. August 2007 stützt sich auf die Biographie von Flegenheimer auf julien.flegenheimer.site.voila.fr, gestützt auf die Archives de la Communauté Israélite de Genève und BPU Genève, «Julien Flegenheimer» biographie, Editions les Maîtres de l’Architecture S.A. Genève, 1931 (frz.) und der Julien Flegenheimer. In: archINFORM., gestützt auf Dave Lüthi & Renate Treydel in: Allgemeines Künstlerlexikon (AKL), K. G. Saur Verlag (beide abgerufen 22. August 2007). Im Einzelnen zu erwähnen:
1. ↑  Der Konflikt wurde chronologisch und bibliografisch aufgearbeitet in: Martin Steinmann: Der Völkerbundpalast : eine "chronique scandaleuse". In: Werk - Archithese. Band 65, Nr. 23–24, 1947, S. 28–31, doi:10.5169/seals-50168.
2. ↑  Station balnéaire de Beauvallon. In: pop.culture.gouv.fr. Ministère de la culture, abgerufen am 22. Juni 2025 (französisch).
3. ↑  Unterschiedliche Angaben in der Biographie von Flegenheimer auf julien.flegenheimer.site.voila.fr, gestützt auf die Archives de la Communauté Israélite de Genève und BPU Genève, « Julien Flegenheimer » biographie, Editions les Maîtres de l’Architecture S.A. Genève, 1931 (frz.) und der Julien Flegenheimer. In: archINFORM., gestützt auf Dave Lüthi & Renate Treydel in: Allgemeines Künstlerlexikon (AKL), K. G. Saur Verlag (beide abgerufen 22. August 2007)
4. ↑  16. Gare de Beaulieu. La Gare de Beaulieu, 1913 auf etat.geneve.ch (Memento vom 18. Juli 2007 im Internet Archive) (frz.; abgerufen 22. August 2007)
5. ↑  (2006). Genf: Umbauprojekt für Bahnhof Cornavin. tec21, Ausgabe 25, S. 46 (Memento vom 9. Oktober 2007 im Internet Archive) (PDF-Datei, abgerufen 22. August 2007)
6. ↑  Stanislaus von Moos: "Kasino der Nationen" : zur Architektur des Völkerbundspalasts in Genf. In: Werk - Archithese. Band 65, Nr. 23–24, 1947, S. 32–36, doi:10.5169/seals-50169.

| Personendaten    | Personendaten               |
| ---------------- | --------------------------- |
| NAME             | Flegenheimer, Julien        |
| ALTERNATIVNAMEN  | Flegenheimer, Jules-Jacques |
| KURZBESCHREIBUNG | Schweizer Architekt         |
| GEBURTSDATUM     | 25. April 1880              |
| GEBURTSORT       | Genf                        |
| STERBEDATUM      | 1. Oktober 1938             |
| STERBEORT        | Genf                        |